# 樊桂金
樊桂金（1950年10月-），生于江苏南京。中华人民共和国政治人物、外交官。
1977年毕业于北京外国语学院英语系，2001年，接替于武真，担任中华人民共和国驻塞拉利昂大使。2004年，由程文举接任，其改任中华人民共和国驻乌干达大使。2008年，接替胡业顺，担任中华人民共和国驻汤加大使。